# Murgon
Murgon (2 131 habitants) est une ville du sud-est du Queensland, en Australie à 270 kilomètres au nord-ouest de Brisbane sur la Bunya Highway.

## Description
La ville est située près d'un site de fossiles datant d'il y a 55 millions d'années et du camp de peuplement aborigène de Cherbourg.
Son économie repose sur l'agriculture (production de cacahuètes et de vin, élevage de bovins (lait et viande) et d'ovins)

## Référence
- Statistiques sur Murgon